# Lilián Buglia
Lilián Buglia (22 januari 1934) is een atleet uit Argentinië.
Buglia nam op de Olympische Zomerspelen van Helsinki in 1952 deel aan de onderdelen 100 meter sprint, 4x100 meter estafette en het verspringen. Op het onderdeel 200 meter kwam ze uiteindelijk niet aan de start.